# Frederik Vesti
Frederik Vesti (Vejle, 13 januari 2002) is een Deens autocoureur. In 2019 werd hij kampioen in het Formula Regional European Championship. Vanaf 2021 maakt hij deel uit van het Mercedes Junior Team, het opleidingsprogramma van het Formule 1-team van Mercedes.

## Carrière

### Karting
Vesti begon zijn autosportcarrière in het karting in 2011. In 2012 werd hij kampioen in de Rotax Mini-klasse van het Rotax Nordic Championship en in 2013 won hij de Cadet Junior-klasse van het nationale kartkampioenschap. In 2014 maakte hij binnen dit kampioenschap de overstap naar de KFJ-klasse, die hij ook won. In 2015 maakte hij de overstap naar het internationale karting en won direct de KFJ-klasse van de WSK Final Cup. In 2016 reed hij zijn laatste kartraces in de OKJ-klasse van zowel de South Garda Winter Cup als de WSK Champions Cup.

### Formule 4
In 2016 maakte Vesti zijn debuut in het formuleracing, waarbij hij zijn carrière begon in de Deense Formule Ford. Hij won een race op de Ring Djursland en stond in vijf andere races op het podium, waardoor hij als vierde eindigde in het kampioenschap met 254 punten.
Vesti maakte zijn Formule 4-debuut in 2017, waarbij hij zowel in het Deense als het ADAC Formule 4-kampioenschap uitkwam voor respectievelijk Vesti Motorsport en Van Amersfoort Racing. In het Deense kampioenschap won hij acht races, maar miste hij twee raceweekenden vanwege zijn verplichtingen in het ADAC-kampioenschap. Met 320 punten werd hij achter Daniel Lundgaard tweede in het klassement. In het ADAC-kampioenschap won hij een race op de Motorsport Arena Oschersleben en stond hij in nog twee andere races op het podium, waardoor hij met 113 punten zevende werd in de eindstand. Aan het eind van het seizoen kwam hij ook uit in het laatste raceweekend van het Amerikaanse Formule 4-kampioenschap voor het team Global Racing Group en scoorde een punt met een tiende plaats in de eerste race, waardoor hij op de 29e plaats in het kampioenschap eindigde.
Ook in 2018 was Vesti actief in de ADAC Formule 4 bij Van Amersfoort Racing. Hij won twee races op de Hockenheimring en de Nürburgring en werd met podiumplaatsen in nog zes andere races vierde in het klassement achter Lirim Zendeli, Liam Lawson en Enzo Fittipaldi met 211 punten. Ook reed hij voor Van Amersfoort in het tweede raceweekend van het Italiaanse Formule 4-kampioenschap op het Circuit Paul Ricard, waarin hij tweede finishte in de eerste race alvorens de overige twee races te winnen. Aan het eind van het seizoen maakte hij zijn Formule 3-debuut in het laatste raceweekend van het Europees Formule 3-kampioenschap als gastcoureur bij Van Amersfoort. Een tiende plaats in de eerste race was zijn beste resultaat, maar als gastcoureur kon hij hier geen punt voor verdienen.

### Formule Regional
In 2019 stapte Vesti over naar het nieuwe Formula Regional European Championship, waarin hij uitkwam voor het Prema Powerteam. Hij domineerde de klasse met dertien overwinningen uit 24 races en werd kampioen met 467 punten. Aan het eind van het jaar debuteerde hij in de Grand Prix van Macau bij Prema als vervanger van de geblesseerde Jehan Daruvala. Hij werd achttiende in de kwalificatierace en tiende in de hoofdrace.

### Formule 3
In 2020 maakte Vesti zijn debuut in het FIA Formule 3-kampioenschap, waarin hij zijn samenwerking met Prema voortzette. Hij won drie races op de Red Bull Ring, het Autodromo Nazionale Monza en het Circuit Mugello, maar stond in de rest van het seizoen enkel op Spa-Francorchamps op het podium. Hiermee eindigde hij achter Oscar Piastri, Théo Pourchaire en Logan Sargeant als vierde in het klassement met 146,5 punten.
In 2021 bleef Vesti actief in de FIA Formule 3, maar stapte hij over naar het team ART Grand Prix. Dat jaar werd hij ook opgenomen in het Mercedes Junior Team, het opleidingsprogramma van het Formule 1-team van Mercedes. Hij kende een goede seizoensstart met podiumplaatsen op het Circuit de Barcelona-Catalunya en de Red Bull Ring, voordat hij op ditzelfde circuit zijn enige zege van het seizoen behaalde. In de rest van het jaar behaalde hij nog slechts twee aanvullende podiumplaatsen op het Circuit Zandvoort en het Sochi Autodrom, waardoor hij achter Dennis Hauger, Jack Doohan en Clément Novalak vierde werd in de eindstand met 138 punten.

### Formule 2
In 2022 debuteerde Vesti in de Formule 2, waarin hij zijn samenwerking met ART voortzette. Hij behaalde zijn eerste podiumplaats in Barcelona, voordat hij op het Baku City Circuit zijn eerste race won. In de rest van het seizoen behaalde hij nog een podiumfinish op Paul Ricard en twee op Monza. Met 117 punten eindigde hij als negende in het klassement.
In 2023 bleef Vesti actief in de Formule 2, maar keerde hij terug naar het team van Prema. Hij won zes races op het Jeddah Corniche Circuit, het Circuit de Monaco, Barcelona, Silverstone, Monza en het Yas Marina Circuit. Hiernaast behaalde hij nog vier podiumfinishes. Met 192 punten werd hij, achter Théo Pourchaire, tweede in de eindstand.

### Formule 1
Op 27 oktober 2023 maakte Vesti zijn debuut in de Formule 1 bij de GP van Mexico-Stad tijdens de eerste vrije training, hij reed in plaats van George Russell voor Mercedes.

Op 11 april 2025 reed Vesti tijdens de eerste vrije training van de GP van Bahrein voor Mercedes, weer als vervanger van Russell. Hij reed een tijd van 1:35.325 en werd daarmee achttiende.